# Gobierno de Mauritania bajo el Alto Consejo de Estado
El gobierno de Mauritania bajo el Alto Consejo de Estado fue el establecido por el Alto Consejo de Estado (Junta militar) de Mauritania, presidido por el general Mohamed Uld Abdelaziz, el 31 de agosto de 2008 tras el golpe de Estado de agosto de ese año que depuso al Presidente electo, Sidi Uld Cheij Abdallahi, y al Primer ministro Yahya Ould Ahmed Waghf. El nuevo gobierno no fue reconocido como legítimo por Estados Unidos, Francia, la Unión Europea, la Liga Árabe, la Unión Africana y Naciones Unidas.

## Reuniones preparatorias para formar gobierno
El 11 de agosto, el presidente del Alto Consejo de Estado inició contactos con varias formaciones políticas para formar el nuevo gobierno del país. En la primera ronda de conversaciones se reunió con representantes de la Alianza Popular Progresista, el presidente de la Reagrupación de Fuerzas Democráticas, Ahmed Ould Daddah, opuesto al presidente depuesto, el Partido Mauritano para la Unión y el Cambio, la Unión de las Fuerzas de Progreso, el Partido Unionista Democrático Socialista, la Alianza por la Justicia y la Democracia / Movimiento por la Renovación, el Partido Republicano para la Democracia y la Renovación, Partido de la Alternativa, Unión por la Democracia y el Progreso, Frente Popular y Unión de Centro Democrático. El vicepresidente de la Alianza Popular Progresista manifestó que, tal y como ya había hecho con anterioridad, se oponían a la formación del gobierno provisional y deseaban el regreso al orden constitucional.
El 12 de agosto continuó la ronda de negociaciones y se reunió con representantes del partido Renovación Democrática, de la Unión de las Fuerzas de Progreso (de nuevo), y de la Agrupación Nacional para la Democracia y el Desarrollo Tawasoul. Los dos primeros se manifestaron favorables a participar en la formación del nuevo gobierno; el Tawasoul ya había manifestado con anterioridad su oposición a la iniciativa de un gabinete bajo el Alto Consejo de Estado.
El 18 de agosto, el Partido Mauritano para la Unión y el Cambio se mostró en disposición de formar parte del nuevo gobierno.

## Nombramiento de primer ministro
El 13 de agosto, el presidente del Alto Consejo de Estado, Mohamed Uld Abdelaziz, nombró a Mulay Uld Mohamed Laghdaf como nuevo primer ministro de Mauritania, político y diplomático, miembro de la Reagrupación de Fuerzas Democráticas, partido político que apoyó el golpe de Estado. Hasta su nombramiento era embajador de Mauritania ante la Unión Europea. Laghdaf era considerado un hombre muy próximo al general Abdelaziz. Los observadores internacionales valoraron su nombramiento como un intento de la Junta Militar por aproximarse a los países que condenaron el golpe de Estado, dadas las buenas relaciones de Laghdaf con diplomáticos europeos. No obstante, diplomáticos estadounidenses y el gobierno argelino hicieron saber a la Junta Militar que su posición no variaba con el nombramiento, reclamando el retorno a la situación anterior a la acción militar.
En rueda de prensa posterior, el primer ministro depuesto por el golpe, Yahya Uld Ahmed Waghf, se negó a reconocer la autoridad de Mohamed Laghdaf y a realizar el traspaso de poderes por considerar ilegal el nombramiento:

Toda autoridad cuya legitimidad no proceda del poder legítimo de Uld Cheij Abdallahi es ilegal para nosotros. El único gobierno legítimo en este país es el nombrado por el presidente legítimo.

En sus primeras declaraciones a Radio Francia Internacional el 21 de agosto, ocho días después de su nombramiento, Mohamed Laghdaf declaró:

Las prioridades son las siguientes: en primer lugar la lucha contra la corrupción, la lucha contra la pobreza y el saneamiento de la administración. No hay escasez de recursos a nivel nacional. En el plano internacional, nuestros hermanos árabes siempre han sido muy generosos con nosotros. Vamos a abordar los problemas reales de los mauritanos. Les aseguro que los primeros resultados se dejarán sentir rápidamente en los próximos meses, especialmente en términos de seguridad alimentaria cuando los precio de los alimentos básicos bajen. El acceso al agua potable mejorará y también el transporte. En cuanto a la comunidad internacional, con la que trataré, se darán cuenta [...] que lo que ocurrió en Mauritania es saludable. El país estaba en un punto muerto en los últimos meses, prácticamente los últimos cuatro meses. Hubo una guerra entre los poderes legislativo y ejecutivo. La gestión fue bloqueada. Es esto [el golpe] o el caos. Creo que nadie quiere el caos para Mauritania.

## Nombramiento y composición del gabinete
El 31 de agosto, el presidente del Alto Consejo de Estado hizo pública la formación de un nuevo gobierno bajo la presidencia de Mohamed Laghdaf como primer ministro. El nuevo gabinete estaba compuesto por 28 miembros, 22 de ellos ministros, tres de los cuales eran miembros de la Reagrupación de Fuerzas Democráticas de Ould Daddah que, de forma inmediata, fueron expulsados de la organización. El nuevo gobierno contaba con cuatro ministros del anterior gabinete: Amadou Tidjane Bal en Justicia, Sidi Ould Tah en Asuntos Económicos y Desarrollo, Mohamed Mahmoud Ould Mohamed Lemine en Defensa y Sid'Ahmed Ould Raiss en Hacienda. También se incorporó Ba Madine, que fuera Ministro de Turismo, como director general de la Agencia Nacional de Apoyo e Integración de los Refugiados. Otros eran miembros que abandonaron el PNDD-ADIL y del Partido Mauritano para la Unión y el Cambio.

### Composición
| Gobierno                                                                                         |                                              |
| Primer Ministro                                                                                  | Mulay Uld Mohamed Laghdaf                    |
| Ministro de Justicia                                                                             | Amadou Tidjane Bal                           |
| Ministro de Asuntos Exteriores y de Cooperación                                                  | Mohamed Mahmoud Ould Mohamedou               |
| Ministro de Defensa Nacional                                                                     | Mohamed Mahmoud Ould Mohamed Lemine          |
| Ministro del Interior y Descentralización                                                        | Mohamed Ould Maaouya                         |
| Ministro de Asuntos Económicos y Desarrollo                                                      | Sidi Ould Tah                                |
| Ministro de Hacienda                                                                             | Sid'Ahmed Ould Raiss                         |
| Ministro de Educación                                                                            | Ahmed Ould Bah                               |
| Ministro de Asuntos Islámicos y de Educación Primaria                                            | Othmane Ould Cheikh Ahmed Aboul Maali        |
| Ministro de la Función Pública, Trabajo y Formación Profesional                                  | Hacen Ould Limam Ould Amar Jowda             |
| Ministro de Salud                                                                                | Mohamed Abdallahi Ould Syam                  |
| Ministro de Petróleo y Energía                                                                   | Die Ould Zeine                               |
| Ministro de Pesca y Economía Marítima                                                            | Hacenna Ould Ely                             |
| Ministro de Comercio, Artesanía y Turismo                                                        | Bamba Ould Daramane                          |
| Ministro de Vivienda, Urbanismo y Planificación                                                  | Sy Adama                                     |
| Ministro de Desarrollo Rural                                                                     | Messouda Mint Baham                          |
| Ministro de Equipamiento y Transporte                                                            | Camara Moussa Seydi Boubou                   |
| Ministro de Agua y Saneamiento                                                                   | Mohamed Lemine Ould Aboye                    |
| Ministro de Industria y Minas                                                                    | Mohamed Abdellahi Ould Oudaa                 |
| Ministro de Cultura, Juventud y Deportes                                                         | Sidi Ould Samba                              |
| Ministro de Comunicación y Relaciones con el Parlamento                                          | Mohamed Ould Mohamed Abderrahmane Ould Moine |
| Ministro de Asuntos Sociales, Infancia y Familia                                                 | Selama Mint Cheikhne Ould Lemrabott          |
| Ministro delegado del primer ministro, de Medio Ambiente y del Desarrollo Sostenible             | Mohamed Ould Ahmed Salem                     |
| Ministro consejero de la Presidencia del Alto Consejo de Estado                                  | El Kory Ould Abdel Mola                      |
| Secretario de Estado para la Modernización de la Administración y las TIC                        | Sidi Ould Mayouf                             |
| Secretario de Estado encargado de Asuntos del Magreb                                             | Mohamed Abderrahmane Ould Mohamed Ahmed      |
| Secretario General de Gobierno                                                                   | Bâ Ousmane                                   |
| Comisionado para los Derechos Humanos, Acción Humanitaria y las relaciones con la Sociedad Civil | Mohamed Lemine Ould Dadde                    |
| Comisionado para la inocuidad de los alimentos                                                   | Mohamed Ould Mohamedou                       |
| Comisionado de la promoción de las inversiones                                                   | Bâ Houdou                                    |

En decreto aparte, el presidente del Alto Consejo nombró a Mohamed Lemine Ould Guig, antiguo primer ministro, como Secretario General del Alto Consejo de Estado.

### Resoluciones
La primera reunión del primer ministro tuvo lugar con representantes de la multinacional australiana, Sphere Investments, el 26 de agosto, junto con el todavía Ministro del Petróleo y Minas, Baba Ahmed Ould Sidi Mohamed y el consejero de economía del primer ministro, para tratar el proyecto minero de El Aouj tras el anuncio de Qatar Steel de abandonar el proyecto.
En la segunda sesión del gabinete, el 4 de septiembre -la primera tuvo lugar el día 2 a efectos de protocolo-, se convalidaron los nombramientos y ceses llevados a cabo por el Alto Consejo de Estado los días siguiente al golpe. El primer ministro afirmó que las prioridades eran la mejora de la situación alimentaria del país, el transporte, la salubridad de la capital, la acogida de los refugiados y mejorar las condiciones de vida de los descendientes de esclavos. Tres días después se informó por el Programa Mundial de Alimentos y diversas organizaciones humanitarias que el precio de los alimentos básicos habían subido desde el golpe de Estado -un mes- un 30 por 100.
Él 5 de septiembre, el primer ministro aseguró que se estaba preparando un gran encuentro sobre el estado general de la democracia para un período de transición: un conjunto de debates en torno a cómo superar la situación de crisis, una «plataforma para salir de la crisis» integrada por todas las organizaciones políticas y sociales que determinase el calendario electoral y las posibles enmiendas constitucionales, debatiendo «sin tabúes las funciones de las diferentes instituciones presidenciales, parlamentarias y militares». Sobre las reacciones internacionales a raíz del golpe y con el nuevo gobierno, redujo su importancia, afirmando que había apreciado comprensión. El debate propuesto fue rechazado de inmediato por el Frente Nacional para la Defensa de la Democracia que, a su juicio, trataba de dar un aspecto de legitimidad al gobierno en palabras de Ahmed Ould Sidi Baba, depuesto presidente del Consejo Económico y Social de Mauritania.
El primer ministro realizó su primera comparecencia en el Parlamento el 17 de septiembre para presentar a debate y votación el proyecto de política general. Anunció un programa inmediato de lucha contra la pobreza, el paro, planes específicos para los grupos sociales más desfavorecidos, desarrollo de infraestructuras, planes agrícolas y modernización de Nuakchot y Nuadibú. También refirió el problema del extremismo islamista que propuso combatir y una nueva política de pesca para incrementar el valor añadido de los productos del mar. El programa fue aprobado por la Asamblea Nacional en la última sesión del periodo extraordinario de sesiones, sin que asistieran a la reunión los partidos opuestos al golpe ni la Reagrupación de Fuerzas Democráticas.
El 1 de octubre, el primer ministro prohibió las manifestaciones a favor y en contra de la Junta militar, cuatro días antes de la convocatoria de un gran acto de la oposición al golpe.

### Evolución de los apoyos políticos para la formación de nuevo gobierno
Todas las fuerzas opuestas al golpe no participaron en la formación del gabinete: Pacto Nacional para la Democracia y el Desarrollo (PNDD-ADIL), la Alianza Popular Progresista (APP), la Agrupación Nacional para la Democracia y el Desarrollo Tawassoul y la Unión de Fuerzas de Progreso, organizadas en el Frente Nacional de Defensa de la Democracia.
La Reagrupación de Fuerzas Democráticas, dirigida por Ahmed Ould Daddah y que tardó en apoyar al Alto Consejo de Estado, manifestó el 19 de agosto su voluntad de participación en el nuevo gobierno. Daddah aprovechó para insistir en que no se encontraba detrás del movimiento militar antes del golpe y que se enteró del mismo en el extranjero. A pesar de poner a disposición del país sus buenos oficios en las relaciones internacionales -la Reagrupación de Fuerzas Democráticas era miembro de la Internacional Socialista-, se lamentó por el aislamiento:

Los mauritanos observan con gran inquietud esta situación y sus consecuencias, en particular, la amenaza de aislamiento del país y el deterioro de las condiciones económicas y sociales. [He] hecho un llamamiento a los amigos y socios de Mauritania para apoyar y acompañar al país en estas circunstancias [pero] desgraciadamente, después de más de diez días, por razones teóricas o por ignorancia de la realidad mauritana, no han dejado de sucederse las tomas de posición negativas.

Al día siguiente del golpe, el vicepresidente del partido, Mohamed Mahmud Uld Lemmat, no había mostrado una posición clara de la organización, al decir, sobre la actitud de los golpistas: «nos preocupa que los militares no hayan fijado una fecha exacta para la celebración de los comicios».
Sin embargo, coincidiendo con la visita del Presidente de la Comisión de la Unión Africana, Jean Ping, parlamentarios de la Reagrupación de Fuerzas Democráticas encabezados por su Vicepresidente, Mohamed Mahmud Uld Lemmat, manifestaron que no participarían en el gobierno provisional de la Junta militar al no darles garantías del proceso electoral, su limpieza, ni la duración del gobierno militar:

Hemos decidido, después de una reunión de la oficina permanente del partido, no tomar parte en el gobierno encabezado por Mohamed Ould Moulaye Laghdhaf.

Al igual que la Reagrupación de Fuerzas Democráticas, el 25 de agosto, horas más tarde que aquella, la Alianza por la Justicia y la Democracia / Movimiento por la Renovación, a través de su dirección, emitió un comunicado en el que rechazaban integrarse en el nuevo gobierno. Esta formación se había reunido con el presidente del Alto Consejo pero no había terminado de posicionarse con claridad hasta ese momento. En el comunicado indicaron su predisposición a tratar la cuestión en el futuro.
El 26 de agosto, la Reagrupación de Fuerzas Democráticas, la Alianza por la Justicia y la Democracia / Movimiento por la Renovación y la pequeña formación, Movimiento por la Democracia Directa, ofrecieron una rueda de prensa conjunta en la que indicaron que declinaban participar en el gobierno militar. El Partido Mauritano para la Unión y el Cambio (HATEM), que también apoyó el golpe, no acudió a la rueda de prensa.
Ould Daddah actuó como portavoz de todos ellos indicando que no podían hacer ninguna concesión en temas tan fundamentales como el establecimiento de un claro programa electoral, la inelegibilidad de los militares y la neutralidad del Alto Consejo de Estado en futuras elecciones, aunque reiteró su posición de «comprensión del golpe de Estado». Además, señaló que la condena internacional, la propia situación en el país y la posibilidad de una crisis económica más intensa aumentaba los riesgos y el aislamiento.

## Reacciones
El Frente Nacional de Defensa de la Democracia rechazó el nuevo gobierno por considerarlo ilegítimo, en palabras del exministro Secretario General de Presidencia de la República, Boydiel Ould Houmeid. Al igual lo hizo la Reagrupación de Fuerzas Democráticas, pero manifestaron su apoyo al golpe de Estado.
El 2 de septiembre, una plataforma de cincuenta alcaldes de diversas comunas del país rechazaron el nuevo gobierno, al que consideraron ilegal, y rechazaron toda colaboración con el mismo, exigiendo la liberación del Presidente y del Primer ministro y el regreso al orden constitucional.
El diario Le Calame indicó que era una provocación a la comunidad internacional y podía desatar una espiral de nuevas sanciones y un «intento de normalizar una situación anormal», Biladi destacó que «el nombramiento del nuevo gobierno no ha generado mucho entusiasmo. Incluso los defensores del nuevo régimen se plantean muchos interrogantes con la poca formación política de sus integrantes, muchos de ellos inexpertos ministros» y Le Quotidien de Nouakchott lo presentó como «el gobierno de todos los desafíos», señalando que «el anuncio de la composición del nuevo equipo no ha despertado especial entusiasmo».
La Unión Africana, la Liga Árabe y Naciones Unidas, en una reunión conjunta mantenida en Adís Abeba el 4 de septiembre y presidida por Jean Ping, al único efecto de tratar la situación de Mauritania, emitieron un comunicado conjunto de condena en el que reafirmaban lo ya manifestado en su momento y consideraron ilegal el gabinete creado y el resto de medidas de la Junta militar.
Unión Europea: Javier Solana, Alto Representante de la Unión en Política Exterior y de Seguridad, manifestó que el gabinete era «ilegítimo», y que la única solución para superar la crisis era la vuelta a la legalidad con la liberación del Presidente depuesto y el retorno a sus funciones.
Francia rechazo el nombramiento del nuevo gobierno al que consideró falto de legitimidad.

Consideramos que esta decisión, como el conjunto de las medidas tomadas por los responsables militares que se hicieron con el poder, y en particular la destitución del presidente de la República, carece de cualquier legitimidad.

Estados Unidos, a través de su embajada en Nuakchot, declaró oficialmente el 2 de septiembre que no reconocía al nuevo gobierno, sino a los depuestos Presidente y Primer ministro, al tiempo que amenazó con sanciones a los miembros integrantes del nuevo gabinete:

Estados Unidos no reconoce la legitimidad de lo que se ha denominado Gobierno proclamado por el Alto Consejo de Estado. Estados Unidos continúa reconociendo al presidente Sidi Mohamed Uld Cheij Abdalahi y al primer ministro Yahya Uld Ahmed El Waghev como representantes del Gobierno legal en Mauritania. Actuamos para explorar las posibilidades de [aplicar] restricciones de viajes y sanciones económicas sobre militares y civiles que participen en el Gobierno ilegítimo y no democrático.

Además en un comunicado del 3 de septiembre, el gobierno estadounidense suspendió también la ayuda militar y reafirmó su condena más enérgica, coincidiendo con un viaje iniciado por el Magreb por Condoleezza Rice, Secretaria de Estado de los Estados Unidos, que visitó Marruecos, Túnez, Argelia y Libia, excluyendo expresamente Mauritania.
Días antes de la celebración de la 63.ª Asamblea General de Naciones Unidas el 23 de septiembre, el gobierno solicitó visado de entrada en Estados Unidos para acudir al evento en favor del ministro de Asuntos Exteriores, Mohamed Mahmoud Ould Mohamedou, que le fue denegado por el gobierno estadounidense, al mismo tiempo que fue excluida del programa Millennium Challenge, desarrollado por la entidad pública Millennium Challenge Corporation, en el que estaba previamente admitida, y con el que el gobierno de Estados Unidos trabaja desde 2004 en programas de ayuda a los gobiernos más pobres del mundo.
Senegal, por boca de su Presidente, Abdoulaye Wade, al tiempo que justificó el golpe el 10 de septiembre, manifestó su optimismo: «la junta está en camino de celebrar elecciones. La Unión Africana debe estar del lado de Mauritania para ayudar a que tenga éxito en la celebración de elecciones libres transparente y democrático».

## Situación económica
El 7 de septiembre, un mes después del golpe, se informó por el Programa Mundial de Alimentos y diversas organizaciones humanitarias que el precio de los alimentos básicos habían subido desde el 6 de agosto un 30 por 100, lo que amenazaba con incrementar la crisis alimenticia. La situación llegó a tal extremo que el 2 de octubre el gobierno decidió prohibir las exportaciones de tres tipos de pescado para poder abastecer a la población local.

## Período de transición
Las fuerzas políticas que apoyaron el golpe de Estado manifestaron discrepancias sobre el tiempo de transición del denominado movimiento de rectificación. Mientras que unos diputados y partidos, agrupados en torno a la Reagrupación de Fuerzas Democráticas, deseaban un calendario electoral claro y el compromiso con los militares de que no participarán en las elecciones, y así lo hizo saber el vicepresidente de la Asamblea Nacional, Kane Hamidou Baba, otros diputados, sobre todo disidentes de la formación del depuesto Presidente, no mostraban particulares problemas sobre ambas cuestiones.
Las discrepancias llegaron a un punto el 10 de septiembre, que la Reagrupación de Fuerzas Democráticas declaró formalmente suspendidas las negociaciones sobre las nuevas elecciones presidenciales con el resto de parlamentarios y fuerzas políticas que apoyaron el golpe mientras no se impidiera que los militares participasen en el proceso, y dijeron quedar «sorprendidos por la absoluta obstinación de nuestros socios en pretender dejar la puerta abierta a los miembros del Alto Consejo a una candidatura a las presidenciales». La Reagrupación de Fuerzas Democráticas reunió a su Comité Ejecutivo el 12 de septiembre y, además de reiterar su apoyo al golpe, la exigencia de un calendario electoral y el veto a los militares para presentarse a futuras elecciones, solicitó un gobierno civil distinto del establecido por el Alto Consejo de Estado para afrontar el período transitorio.
En la prensa mauritana, Biladi señaló que el enfrentamiento entre la Reagrupación y el resto de partidos progolpistas mostraba la ausencia de perspectivas futuras para el gobierno y las elecciones, y Le Quotidien de Nouakchott destacó que las jornadas sobre el futuro del país previstas por el primer ministro para finales de septiembre no tenían sentido con los enfrentamientos que existían en ese momento.

### Hoja de ruta
Las distintas posiciones de los partidos que apoyaron el golpe no se vieron superadas el 14 de septiembre, cuando la Asamblea Nacional acordó, sin el apoyo de la Reagrupación de Fuerzas Democráticas y de los partidos opuestos al golpe, «invitar al Alto Consejo de Estado» a celebrar elecciones presidenciales en un plazo de 12 a 14 meses para «restablecer el orden constitucional y legítimo» y preparar una hoja de ruta para la «salida de la crisis». También acordó que se impidiera presentarse en las próximas elecciones a los militares implicados en el golpe y la gestión posterior, el restablecimiento de la Comisión Electoral Independiente y el nombramiento de un nuevo gobierno de unidad nacional hasta la nueva elección presidencial.
El 1 de octubre, el primer ministro aseguró que dos semanas después se celebrarían unas jornadas de debate «en las que podrá participar todo aquel que quiera contribuir a los intereses del país». El 18 de octubre el presidente del Alto Consejo de Estado nombró el comité restringido de 11 miembros, presidido por el primer ministro e integrado por distintos miembros del gobierno, cuya función sería llevar adelante las jornadas de diálogo previstas.
El proyecto fue recibido en Casablanca con satisfacción por el rey de Marruecos, Mohamed VI y el ministro de Asuntos Exteriores, Taib Fassi Fihri, quienes se reunieron con el ministro mauritano, Mohamed Mahmoud Ould Mohamedou. El rey expresó su deseo de que la hoja de ruta sirviera para superar la crisis y el retorno a la vida constitucional.

#### Posición y propuesta de la oposición
El plan fue rechazado por los partidos que no apoyaron el golpe que mostraron su disposición a hablar sobre una salida a la crisis una vez liberados los detenidos y restablecido el orden constitucional, coincidiendo así con los términos de la declaración del día anterior de la Unión Europea, la Unión Africana y la Organización Internacional de la Francofonía, mediadores en el conflicto. También recibió el rechazo del Foro Nacional de las Organizaciones Defensoras de los Derechos Humanos, que agrupaba una veintena de ellas en Mauritania, que condenó «toda iniciativa para imponer un hecho consumado, incluyendo enmiendas constitucionales y la renuncia a cualquier deseo de ganar poder a través de canales distintos de los prescritos por la ley» y denunció «la violación flagrante de los derechos humanos por las detenciones arbitrarias y otros actos de intimidación». El Foro invitó a fomentar un tranquilo retorno a la normalidad constitucional. En la misma línea, el 11 de octubre, el Frente Nacional, a través del Presidente de la Asamblea, Messaoud Ould Boulkheir, propuso una solución de salida a la crisis basada en tres puntos:
1. La restitución inmediata del presidente Abdallahi.
2. La formación de un gobierno de concentración nacional.
3. La convocatoria en breve plazo de elecciones presidenciales anticipadas.[59]

#### Estados Generales de la Democracia
El primer ministro impuesto por la Junta militar convocó para el 27 de diciembre lo que denominó Estados Generales de la Democracia, unas jornadas que pretendían establecer las bases para el retorno al sistema democrático y la convocatoria de nuevas elecciones presidenciales. «Pido a todos los actores políticos que participen de forma eficaz para corregir los errores del pasado y sentar las bases de una democracia fuerte y duradera», señaló en su presnetación el 13 de diciembre. Por su parte, el Frente Nacional de Defensa de la Democracia mantuvo su oposición a las jornadas al considerar que representaban un «reconocimiento del golpe de Estado como un hecho consumado».
El 3 de enero de 2009, Ahmed Ould Daddah, en representación de la Reagrupación de Fuerzas Democráticas, anunció el abandono momentáneo de su formación de los debates de los Estados Generales para poder reflexionar sobre el desarrollo del proceso, criticando el gran número de organizaciones invitadas que hacía imposible un debate.
Finalmente, y sin la participación del Frente Nacional de Defensa de la Democracia, los Estados Generales concluyeron el 6 de enero estableciendo la celebración de elecciones presidenciales anticipadas en un plazo de seis meses, sin fijarse más elementos que la creación de una comisión electoral independiente. Los senadores y diputados de los partidarios del gobierno surgido del golpe aprobaron la propuesta, solicitando de la comunidad internacional apoyo a la hoja de ruta.

#### Convocatoria de elecciones presidenciales y legislativas
El 23 de enero de 2009, el presidente de la Junta militar, general Abdelaziz, ordenó al gobierno, en virtud de las resoluciones de los Estados Generales, la celebración de elecciones presidenciales y legislativas el 6 de junio siguiente, según comunicó el consejo de ministros. El Presidente depuesto, Abdalahi, aceptó la convocatoria anticipada de las elecciones a condición de que los militares abandonasen definitivamente el poder. No obstante, el general Abdelaziz no desveló si se presnetaría o no a los comicios. La convocatoria fue declarada insuficiente por la nueva administración estadounidense tras la jura como presidente de Estados Unidos de Barack Obama.

## Convocatoria del Parlamento para juzgar al depuesto Abdallahi
Tras nombrarse nuevo primer ministro por la Junta Militar, la mayoría de los diputados partidarios del golpe de Estado manifestaron su intención de crear un tribunal compuesto por ocho miembros que juzgase al depuesto Presidente por «graves errores» en la gestión de los asuntos de Estado, al tiempo que valoraban la conveniencia de crear una comisión de investigación que tratara la fundación de caridad creada por la esposa del derrocado Presidente, Khattou Mint Boukhary, Fundación Khattou Boukhari.
El Presidente del Alto Consejo de Estado comunicó en la manifestación del día 18 de agosto celebrada en las inmediaciones del estadio olímpico de la capital para apoyar el golpe, que había convocado al Parlamento de Mauritania de manera extraordinaria para el 20 de agosto a fin de tratar diversos asuntos, entre otros la creación del Tribunal Superior de Justicia y la elección de sus componentes, para juzgar al depuesto Mohamed Uld Cheick Abdallahi y algunos ministros, así como analizar la financiación de la Fundación de caridad de la esposa de Abdallahi. La convocatoria extraordinaria finalizaría el 19 de septiembre.
En la convocatoria se recogieron otros temas para el orden del día, a destacar el bloqueo de las instituciones con anterioridad al golpe de Estado y la creación de una comisión de senadores que investigaría la gestión financiera y administrativa del Senado.

### Resoluciones del Parlamento
El 20 de agosto se iniciaron las sesiones del Senado y la Asamblea Nacional. A la Asamblea asistieron 58 de los 95 diputados y al Senado 37 de sus 56 miembros. Los partidos opuestos a la Junta militar - el Pacto Nacional para la Democracia y el Desarrollo (PNDD-ADIL), la Alianza Popular Progresista (APP), la Agrupación Nacional para la Democracia y el Desarrollo Tawassoul y la Unión de Fuerzas de Progreso,- declararon que no participaban en las sesiones por considerar ilegal la convocatoria, tal como manifestó el presidente de la Asamblea Nacional, Messaoud Ould Boulkheir, y el del Senado, Bâ Mamadou dit M'baré. Boulkheir consideró la convocatoria contraria a la Constitución y a las normas de las cámaras.
El 2 y el 5 de septiembre se eligió al Tribunal Superior de Justicia de Mauritania, no operativo hasta ese momento, aunque previsto desde la Constitución de 1991. Dicho Tribunal era el competente para juzgar a altos cargos de la administración y estaba compuesto por cuatro diputados y cuatro senadores, elegidos por las respectivas Cámaras.

#### Asamblea Nacional
El 25 de agosto, la Asamblea Nacional decidió crear dos comisiones de investigación: una, integrada por once miembros de la cámara, destinada a tratar el bloqueo de las instituciones democráticas por el gobierno y presidente depuestos y realizar recomendaciones para ayudar a una solución de la crisis y poder formular recomendaciones en relación con el calendario electoral y la transparencia de las próximas consultas; la segunda, con diez miembros, con la misión de investigar el Programa Especial de Intervención destinado a paliar el hambre en el país, las dificultades encontradas en su ejecución y el impacto sobre las poblaciones destinatarias después de varios meses.
La comisión destinada a tratar el bloqueo institucional aprobó una resolución el 14 de septiembre, coincidiendo con la propuesta de transición, en la que dijo:

[Hemos] encontrado que el expresidente llevó al país a una serie de crisis, derivadas del bloqueo del buen funcionamiento de las instituciones [con] múltiples intentos para disminuir las prerrogativas del Parlamento en el control de la acción Gobierno y las finanzas públicas y una fuerte tendencia a desarrollar un poder autocrático, a expensas de las instituciones, además de una mala gestión a través de la propagación del nepotismo, mala administración, corrupción y [provocando] una alta inflación.

#### Senado
Por su parte, el Senado creó una comisión de investigación de 7 miembros que trataría la Fundación Khattou Boukhari, bajo la acusación de beneficiarse de fondos públicos, de adquirir patrimonio con los mismos para el uso de la esposa del Presidente y de atribuciones financieras ilegales, otra Comisión encargada de analizar la gestión administrativa y financiera de la propia Cámara Alta, y otra compuesta por 16 miembros para el examen de la situación de bloqueo institucional antes del golpe de Estado.
El 18 de septiembre, el secretario general de la Fundación Khattou Boukhari denunció haber sido secuestrado por la policía dos días antes, retenido en una comisaría y llevado más tarde al Senado para declarar sobre las fuentes de financiación de la Fundación, negándose a hablar. La Fundación calificó el acto como barbarie contraria a la ley. Una semana después, 
Khattou Mint Boukhary, esposa del depuesto presidente Abdallahi, fue detenida por la policía en su domicilio, y trasladada a la fuerza al Senado para declarar ante la Comisión, negándose a hablar por considerar el órgano ilegítimo e ilegal según informó su hija, Amal Mint Cheikh Abdallahi. No se permitió a los medios de comunicación entrar en la sesión y Khattou Mint Boukhary fue trasladada después de vuelta a su casa. La familia acusó a la Junta de usar «tácticas intimidatorias» y de «[hacer] caso omiso de las advertencias de la comunidad internacional de que se enfrentan al aislamiento a menos que se restablezca en el cargo el presidente electo».
El 18 de septiembre, la Comisión senatorial encargada de analizar la situación de bloqueo institucional, presentó sus conclusiones al Pleno, en donde se indicaba que la mala gestión del país era culpa del depuesto Presidente, que se caracterizaba por el nepotismo, mala administración y la corrupción, lo que había deteriorado la vida de los ciudadanos e incrementado las tensiones sociales y políticas, al tiempo que valoraba muy positivamente la intervención de las fuerzas armadas y la dirección del país bajo el Alto Consejo de Estado.

### Reacciones de las formaciones opuestas al golpe sobre la convocatoria del parlamento
Los partidos opuestos al golpe no asistieron a las convocatorias por considerarlas ilegales e inconstitucionales. Además, dijeron que los miembros elegidos para el Tribunal Superior sólo se representaban a sí mismos y no a la Asamblea Nacional al no haberse seguido el procedimiento legal.
Además, ante la sospecha de una visión interesada del tema y falta de neutralidad por el Senado, la Fundación Khattou Boukhari pidió la creación de una comisión internacional que verificase las fuentes de financiación y la gestión de dicha entidad, formada por miembros designados por Naciones Unidas, el Banco Mundial y la Unión Africana. En sentido similar se manifestaron los hijos de Khattou Moukhari manifestando: «no tenemos nada que ocultar y es en éste espíritu que queremos que haya un análisis objetivo, desinteresado de la política de Mauritania, para arrojar luz sobre la gestión de la fundación»